# リゾバクター属
リゾバクター属（ーぞく、Rhizobacter）は真正細菌のPseudomonadota門ガンマプロテオバクテリア綱シュードモナス目シュードモナス科の属の一つである。

## 概要
植物に対する病原性細菌であり、感染した植物にこぶ（虫こぶ）を発生させる。宿主範囲は非常に広く、少なくとも24科46種の植物に及び、その中にはトマト（Solanum lycopersicum）やキャベツ（Brassica oleracea）も含まれる。タイプ種であるリゾバクター・ダウシ（Rhizobacter dauci）はニンジンこぶ病菌として知られており、ニンジンに発生した細菌性こぶの原因菌として1988年に静岡大学農学部の後藤正夫と青森県畑作園芸試験場の桑田博隆によって日本で初めて同定された。リゾバクター・ダウシは感染力が高く、罹患した植物の根を介して周囲の植物に感染を広げる能力が高く、その宿主範囲にはトマト、キュウリ、メロン、コマツナ、カブ、ダイコン、カリフラワー、ルッコラ、ブロッコリー、ヒマワリ、オクラなどに及ぶ。根に菌液を人工接種した実験では、特にトマト、メロン、カブ、コマツナ、ダイコンにおいて根全体が肥大した激しい病徴を呈した。
グラム陰性で非胞子形成性の、直線からわずかに曲がった形状の桿菌である。極鞭毛または側鞭毛、あるいはその両方を持ち運動性を示す。ポリ-β-ヒドロキシ酪酸顆粒を形成する。化学有機栄養性であり、グルコースの呼吸代謝を伴う好気性であり、d-グルコースを唯一の炭素源とエネルギー源として利用する。寒天プレート上では硬質または粘着性のひだ状コロニーを形成する。液体培地では、球状単位から構成される綿状のコロニーを形成し、指状突起は発生しない。コロニーの色は培地によって白色または黄白色に変わる。システインを与えたときのオキシダーゼと硫化水素の発生は起こり、硝酸塩の還元、o-ニトロフェニル-β-d-ガラクトピラノシド試験及びシアン化カリウムによる増殖阻害について陽性を示す。脱窒、メチルレッド試験並びに、アルギニンジヒドロラーゼ、ニトロゲナーゼ、蛍光色素、インドール、アセトインの生成試験では陰性を示す。カタラーゼ試験結果は可変である。10 p-gのvibriostatic agent 0/129リン酸に感受性を示す。デンプン、デキストリン、グリコーゲンの加水分解能を持つ。ベンゼン誘導体を炭素源として利用することはできない。塩化ナトリウムや成長因子を必須としない。主要なキノンはユビキノンQ8である。主要な細胞脂肪酸はC16:0及びC16:1ω7c及び/又はiso-C15:0 2-OHである。C12:0 2-OH、C17:0シクロ、及びC18:0の有無はどちらもあり得る。ポリアミンについては主要なものは2-ヒドロキシプトレシンとプトレシンであり、カダベリンとスペルミンは微量に存在し、スペルミジンが少量存在する場合がある。主な極性脂質は、ジホスファチジルグリセロール、ホスファチジルグリセロール、ホスファチジルエタノールアミンである。1つの未確認アミノ脂質と1つまたは2つの未確認アミノリン脂質も検出される。キサントモナジンとは異なる黄色の色素を呈する。DNAのGC含量は66～71mol%である。

## 下位分類（種）
リゾバクター属は以下の種を含む(2024年8月現在)。

### IJSEMに正式承認されている種
- Rhizobacter bergeniae

Wei et al. 2015 (IJSEMリストに掲載 2015)
- Rhizobacter dauci　リゾバクター・ダウシ

corrig. 後藤正夫と桑田博隆 1988、修正　Stackebrandt et al. 2009 (IJSEMリストに掲載 2010)
- Rhizobacter fulvus

(corrig. Yoon et al. 2007) Stackebrandt et al. 2009 (IJSEMリストに掲載 2010)
- Rhizobacter profundi

profundi Jin et al. 2016 (IJSEMリストに掲載 2015)

### IJSEMに未承認の種
- Rhizobacter gummiphilus

Imai et al. 2016 (IJSEMリストに掲載 2016)